# Prenzlauer Berg
Prenzlauer Berg, Berlin-Prenzlauer Berg – dzielnica (Ortsteil) Berlina w okręgu administracyjnym Pankow. Od 1 października 1920 w granicach miasta.
Graniczy od zachodu i południowego zachodu z okręgiem administracyjnym Mitte, od południa z okręgiem Friedrichshain-Kreuzberg, od wschodu z dzielnicą Lichtenberg i od północy z dzielnicami Weißensee i Pankow.
Większość zabudowy dzielnicy pochodzi z końca XIX i początku XX wieku. Najstarszy budynek wzniesiono w roku 1848. Około 300 obiektów wpisano na listę zabytków. Dzielnica w czasie II wojny światowej odniosła stosunkowo niewielkie szkody wskutek bombardowań. W czasach NRD zabudowa nie była należycie konserwowana.

## Transport
W dzielnicy znajduje się stacja kolejowa Berlin Prenzlauer Allee, oraz stacje metra linii U2:
- Berlin Schönhauser Allee
- Eberswalder Straße
- Senefelderplatz